# Diari de l'Educació
El Diari de l'Educació és un diari digital en llengua catalana fundat el 15 de gener del 2014 per la Fundació Periodisme Plural i adreçat a la comunitat educativa. És dirigit des del 2023 per Ana Basanta, que ha succeït en el càrrec Pau Rodríguez (2014-2018) i Víctor Saura (2018-2023).
És un projecte sense ànim de lucre organitzat per un grup de comunicadors, periodistes i intel·lectuals amb l'objectiu de fer periodisme de qualitat entorn de l'educació amb la solidaritat i el progrés com a valors clau. Vora 30 articulistes hi col·laboren.
Pel seu primer aniversari, el 2015, van publicar el llibre Educacions. 40 veus sobre educació i societat i la revista Ed, que tractaven, respectivament, del binomi educació-societat i de la coeducació. L'any següent, van presentar una segona revista, titulada El dret a una escola per a tothom, sobre el dret a l'educació.